# Ġebel San Pietru
Ġebel San Pietru – wzgórze na Malcie, koło miejscowości Għargħur Hill o wysokości 147 lub 150 m n.p.m. Niedaleko tego miejsca znajduje się droga o szczególnych walorach widokowych, określana przez przyjezdnych „Szczytem Świata” zaś przez miejscowych nazywana l-anċirietka. Oficjalna jej nazwa to Għaxqet L-Għajn.